# Provincia Asti
Asti este o provincie în regiunea Piemont în Italia.